# Јити
Јити или Јути, су били германски народ који је насељавао полуострво Јиланд или Јутланд (лат. Iutum) који је по њима и добио своје име.
У 5. вијеку, уз Англе и Сасе, нападају Енглеску. Населили су се у Кенту, на острву Вајт и у дијеловима Хемпшира (Весекс). Ту заједно с Англима и Сасима стварају доминантан народ назван Англосаксонци.